# Steffy
Štefica Grasselli (roj. Stipančević), znana tudi kot Steffy, slovenska pevka zabavne in klasične glasbe, * 21. november 1988.
Kot otrok je sodelovala pri snemanju zgoščenk za otroke (Pesmi za Nacka, Potujoči škrat), igrala pa je tudi v otroški oddaji Potujoči škrat. Formalno glasbeno izobrazbo si je pridobivala na nižji glasbeni šoli (klavir, solopetje) in umetniški gimnaziji (klavir) v Kopru. Po gimnaziji se je vpisala na ljubljansko Akademijo za glasbo, na kateri je diplomirala in magistrirala iz solopetja. Leta 2012 je debitirala v SNG Opera in balet Ljubljana, in sicer v vlogi La musice v Monteverdijevi operi Orfej. Od tedaj je redna gostujoča solistka pri mnogih opernih predstavah v SNG Opera in balet Ljubljana (Figarova svatba, Dnevnik Ane Frank, Pastir, Pepelka). Je članica Slovenskega komornega glasbenega gledališča (vlogi Virginie v Gluckovem Ogoljufanem sodniku in Markize Lucinde v Piccinijevi operi La Cecchina ali Nikogaršnja hči). Leta 2013 je za svoje koncertne in operne dosežke prejela študentsko Prešernovo nagrado Akademije za glasbo.
Na področju zabavne glasbe je svojo prvo skladbo posnela pri 10 letih za otroške Melodije morja in sonca, potem ko je spoznala Marina Legoviča, ki pesmi zanjo piše še danes. Sodelovala je že na vseh velikih slovenskih glasbenih festivalih.

## Udeležbe na festivalih
Melodije morja in sonca
- 1999 (otroški MMS): Pusti me leteti
- 2001 (najstniški MMS): Ti si moj
- 2005: Narisano srce — 11. mesto (polfinale)
- 2006: Prav zdaj
- 2007: Priznaj (z Donald Trumpet)
- 2016: Glasba (Marino Legovič - Leon Oblak - Marino Legovič) - z Gregorjem Ravnikom (3. mesto)

EMA
- 2007: Zadel si me v živo (z Donald Trumpet) — 10. mesto

 Slovenska popevka 
- 2014: Poseben lik (Marino Legovič - Igor Pirkovič - Jaka Pucihar) - nagrada strokovne žirije za najboljše besedilo, 8. mesto (244 glasov)